# Isòtops del plutoni
El plutoni (Pu) no té cap isòtop estable. S'han caracteritzat 20 radioisòtops, els més estables dels quals són el 244Pu amb un període de semidesintegració de 80,8 milions d'anys, el 242Pu amb un període de semidesintegració de 373.300 anys i el 239Pu amb un període de semidesintegració de 24.110 anys. La resta d'isòtops radioactius tenen períodes de semidesintegració menors als 7.000 anys. Aquest element també té vuit isòmers nuclears tot i que tots ells tenen períodes de semidesintegració menor a un segon.
Els isòtops de plutoni varien en massa atòmica de les 228,0387 u del 228Pu fins als 247,074 u del 247Pu. El mode de desintegració primari abans de l'isòtop més estable, el 244Pu, és emissió alfa i fissió espontània; després és l'emissió beta. El producte de desintegració abans del 244Pu són isòtops de l'urani i el neptuni (descartant l'àmplia varietat de nuclis fills creats en processos de fissió), i els productes després del 244Pu són isòtops de l'americi.

## Usos i producció

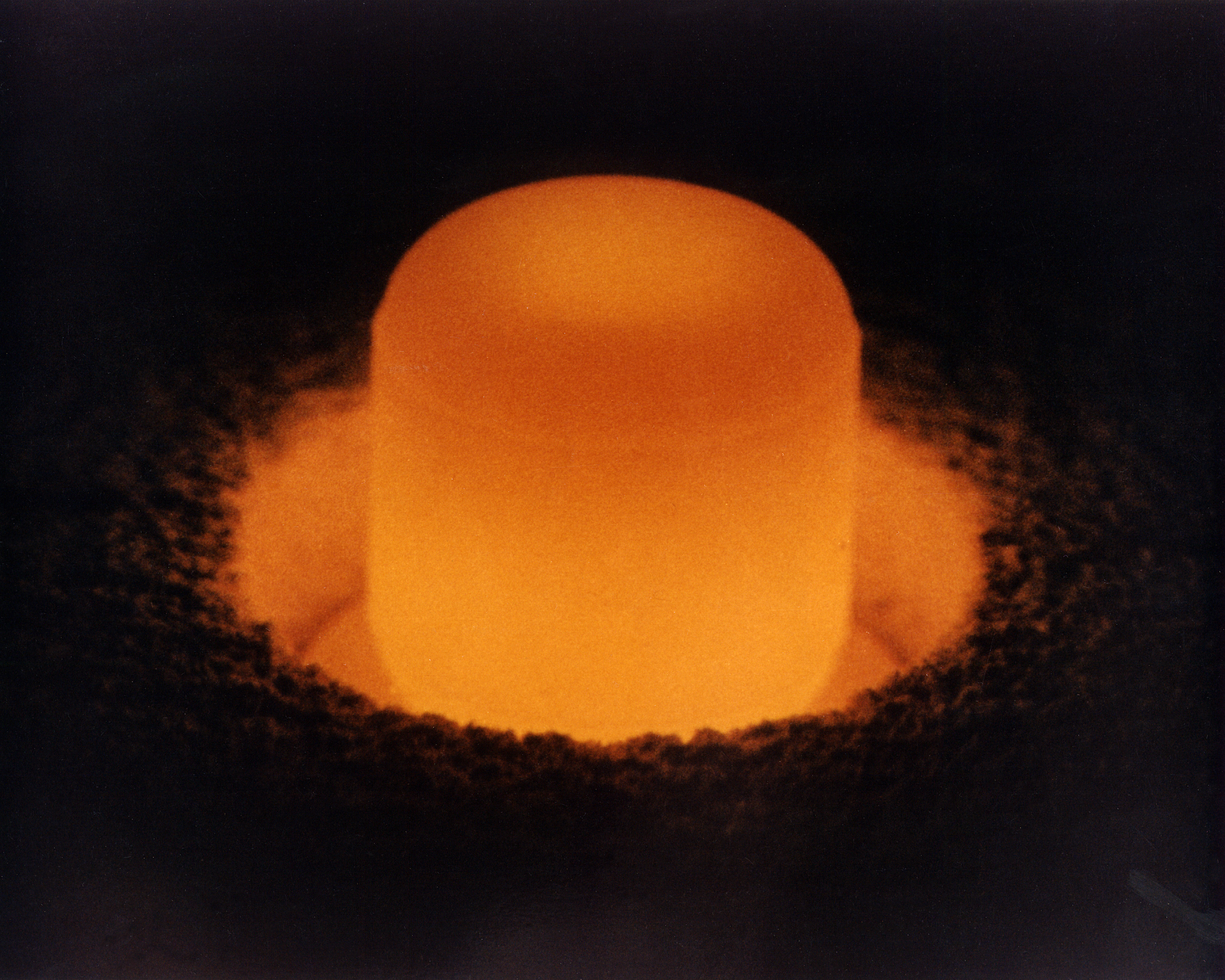
una boleta de ^{238}Pu, brillant sota la seva pròpia llum, s'usa en generadors termoelèctrics per radioisòtops.

Flux de la transmutació entre el ^{238}Pu i el ^{244}Cm a un reactor d'aigua lleugera. No es mostra la velocitat de transmutació que varia substancialment segons el núclid. Tant el ^{245} com el ^{248}Cm són de vida llarga i amb desintegració negligible.

### 238Pu
El 238Pu no es produeix normalment en grans quantitats en el cicle de combustible nuclear, però se'n produeix una mica per captura neutrònica des del 237Np (aquesta reacció també es pot usar amb neptuni purificat per produir 238Pu relativament lliure d'altres isòtops de plutoni per usar-lo en generadors termoelèctrics per radioisòtops, per la reacció (n,2n) de neutrons ràpids sobre el 239Pu, o per emissió alfa del 242Cu produït per captura neutrònica del 241Am. Té una secció transversal de neutró tèrmic significativa per fissió, però és més probable que capturi un neutró i es converteixi en 239Pu. El 238Pu té un període de semidesintegració de 87,74 anys i emet partícules alfa. El 238Pu pur per generadors termoelèctrics per radioisòtops que alimenta transbordadors espacials es produeix per captura neutrònica del 237Np però el plutoni provinent del combustible nuclear usat pot contenir un petit percentatge de 238Pu, provinent del 237Np, per emissió alfa del 242Cm, o reaccions (n,2n).

### 239Pu
El 239Pu, és l'isòtop més important del plutoni, amb un període de semidesintegració de 24.100 anys. És un isòtop físsil, és a dir, que el nucli dels seus àtoms pot trencar-se quan es bombardeja amb neutrons tèrmics de moviment lent, alliberant energia, radiació gamma i més neutrons. Per tant, pot mantenir una reacció nuclear en cadena, utilitzable en armes nuclears i reactors nuclears. És el segon isòtop físsil més usat en combustible nuclear després de l'235U, i el més usat en les armes nuclears de fissió nuclear, es produeix a partir de l'238U per captura neutrònica seguida de dues emissions beta.

### 240Pu
El 240Pu, té una alta ràtio de fissió espontània, elevant la radiació neutrònica de fons del plutoni que el conté. El plutoni es gradua per la proporció de 240Pu: en armes (< 7%), en combustible (7-19%) i en reactors (>19%). Les gradacions més baixes són menys apropiades per a armes nuclears i reactors tèrmics però pot donar energia a reactors ràpids. El 240Pu no és físsil, però és un material fèrtil com el 238U. El 241Pui el 242Pu es produeixen per captura neutrònica posterior. Els isòtops de nombre senar de massa 239Pu i 241Pu tenen una probabilitat de ¾ de fissió nuclear en capturar un neutró tèrmic i sobre ¼ de mantenir el neutró i convertir-se en el següent isòtop. Els isòtops de massa parell són materials fèrtils però no físsils i també tenen una baixa probabilitat de captura electrònica; per tant, tendeixen a acumular-se en combustible nuclear usat en reaccions tèrmiques. En el plutoni usat per segona vegada en reaccions tèrmiques, el 240Pu pot arribar a ser l'isòtop més comú. Tots els isòtops del plutoni i altres actínids, això no obstant, són físsils amb neutrons ràpids. El 240Pu té una moderada secció transversal d'absorció de neutrons tèrmics, per tant la producció de 241Puen reactors tèrmics és una fracció tan significativa com la producció de 239Pu.

### 241Pu
El 241Pu, és físsil tot i que també té emissió beta. Té un període de semidesintegració de 14 anys, i té una secció transversal de neutró tèrmic lleugerament més alta que el El 239Pu tant per a la fissió com per a l'absorció. Mentre s'usa el combustible nuclear en un reactor és més probable que un nucli de 239Pu emprengui una fissió o una captura electrònica que una desintegració. El 241Pu compta amb una significativa proporció de fissió en combustible de reactor tèrmic usat durant un període. Això no obstant, en combustibles nuclears usats que no pateixen processos nuclears ràpidament sinó que es refreden durant anys després del seu ús, la majoria del 241Pu es desintegrarà per emissió beta a americi 241, un dels actínids menors, fort emissor alfa i de difícil ús en reactors. .

### 242Pu
El 242Pu no és físsil, i no és molt fèrtil (requereix més de 3 captures neutròniques per a convertir-se en físsil, té una particularment baixa secció transversal per a la captura de neutrons tèrmics; i pren quatre absorcions de neutrons per a convertir-se en un altre isòtop físsil (245Cu o 241Pu) i fissionar. Inclús llavors, hi ha la possibilitat que qualsevol dels dos isòtop fallés en la fissió i absorbís un quart neutró, convertint-se en 246Cu (com actínids més pesats com el californi, un emissor de neutrons per fissió espontània difícil de manejar) o convertir-se en 242Pu una altra vegada; de manera que el nombre mitjà de neutrons absorbits abans de la fissió és fins i tot superior a 4. Per tant, el 242Pu no és apropiat per al reciclatge en un reactor tèrmic i seria millor el seu ús en reactors ràpids on podria fissionar directament. Això no obstant, la baixa secció transversal del 242Pu significa que una poca quantitat es podrà transmutar durant un cicle en un reactor tèrmic. El 242Pu té un període de semidesintegració quasi 15 vegades el del 239Pu, per tant és 1/15 tan radioactiu i no és un dels contribuidors més grans a la radioactivitat dels residus nuclears. Les emissions de raigs gamma del 242Pu són també més febles que les dels altres isòtops.

### 243Pu
El 243Pu té un període de semidesintegració de tan sols 5 hores, es desintegra per emissió beta a 243Pu a 243Am. Com el 243Pu té poques oportunitats de capturar un neutró addicional abans de la desintegració, el cicle de combustible nuclear no produeix isòtop d'extremadament llarg període de semidesintegració 244Pu en quantitat significativa.

### 244Pu
El 244Pu és l'isòtop més estable del plutoni, amb un període de semidesintegració d'uns 80 milions d'anys, prou llarg com per a trobar-se'n a la natura. No es produeix significativament en reactors nuclears perquè el 243Pu té un curt període de semidesintegració, però se'n produeix una mica en explosions nuclears.

## Taula
Els valors marcats amb # no estan derivats únicament de dades experimentals, sinó que en part es basen en tendències sistemàtiques. Els espins amb arguments d'assignació febles es troben entre parèntesis. Les incerteses es troben en forma concisa entre parèntesis després dels últims dígits corresponents. Els valors d'incertesa indiquen una desviació estàndard, tret de la composició isotòpica i la massa atòmica estàndard de la IUPAC, que utilitzen incerteses expandides.
| Símbol del núclid | Z(p)                | N(n)                | massa isotòpica(u)  | Període de semidesintegració | Espín nuclear | Composició isotòpics representativa (fracció molar) | Rang de variació natural (fracció molar) |
| Símbol del núclid | Energia d'excitació | Energia d'excitació | Energia d'excitació | Període de semidesintegració | Espín nuclear | Composició isotòpics representativa (fracció molar) | Rang de variació natural (fracció molar) |
| ----------------- | ------------------- | ------------------- | ------------------- | ---------------------------- | ------------- | --------------------------------------------------- | ---------------------------------------- |
| 228Pu             | 94                  | 134                 | 228.03874(3)        | 1.1(+20-5) s                 | 0+            |                                                     |                                          |
| 229Pu             | 94                  | 135                 | 229.04015(6)        | 120(50) s                    | 3/2+#         |                                                     |                                          |
| 230Pu             | 94                  | 136                 | 230.039650(16)      | 1.70(17) min                 | 0+            |                                                     |                                          |
| 231Pu             | 94                  | 137                 | 231.041101(28)      | 8.6(5) min                   | 3/2+#         |                                                     |                                          |
| 232Pu             | 94                  | 138                 | 232.041187(19)      | 33.7(5) min                  | 0+            |                                                     |                                          |
| 233Pu             | 94                  | 139                 | 233.04300(5)        | 20.9(4) min                  | 5/2+#         |                                                     |                                          |
| 234Pu             | 94                  | 140                 | 234.043317(7)       | 8.8(1) h                     | 0+            |                                                     |                                          |
| 235Pu             | 94                  | 141                 | 235.045286(22)      | 25.3(5) min                  | (5/2+)        |                                                     |                                          |
| 236Pu             | 94                  | 142                 | 236.0460580(24)     | 2.858(8) a                   | 0+            |                                                     |                                          |
| 237Pu             | 94                  | 143                 | 237.0484097(24)     | 45.2(1) d                    | 7/2-          |                                                     |                                          |
| 237m1Pu           | 145.544(10) keV     | 145.544(10) keV     | 145.544(10) keV     | 180(20) ms                   | 1/2+          |                                                     |                                          |
| 237m2Pu           | 2900(250) keV       | 2900(250) keV       | 2900(250) keV       | 1.1(1) µs                    |               |                                                     |                                          |
| 238Pu             | 94                  | 144                 | 238.0495599(20)     | 87.7(1) a                    | 0+            |                                                     |                                          |
| 239Pu             | 94                  | 145                 | 239.0521634(20)     | 24.11(3)E+3 a                | 1/2+          |                                                     |                                          |
| 239m1Pu           | 391.584(3) keV      | 391.584(3) keV      | 391.584(3) keV      | 193(4) ns                    | 7/2-          |                                                     |                                          |
| 239m2Pu           | 3100(200) keV       | 3100(200) keV       | 3100(200) keV       | 7.5(10) µs                   | (5/2+)        |                                                     |                                          |
| 240Pu             | 94                  | 146                 | 240.0538135(20)     | 6561(7) a                    | 0+            |                                                     |                                          |
| 241Pu             | 94                  | 147                 | 241.0568515(20)     | 14.290(6) a                  | 5/2+          |                                                     |                                          |
| 241m1Pu           | 161.6(1) keV        | 161.6(1) keV        | 161.6(1) keV        | 0.88(5) µs                   | 1/2+          |                                                     |                                          |
| 241m2Pu           | 2200(200) keV       | 2200(200) keV       | 2200(200) keV       | 21(3) µs                     |               |                                                     |                                          |
| 242Pu             | 94                  | 148                 | 242.0587426(20)     | 3.75(2)E+5 a                 | 0+            |                                                     |                                          |
| 243Pu             | 94                  | 149                 | 243.062003(3)       | 4.956(3) h                   | 7/2+          |                                                     |                                          |
| 243mPu            | 383.6(4) keV        | 383.6(4) keV        | 383.6(4) keV        | 330(30) ns                   | (1/2+)        |                                                     |                                          |
| 244Pu             | 94                  | 150                 | 244.064204(5)       | 8.00(9)E+7 a                 | 0+            |                                                     |                                          |
| 245Pu             | 94                  | 151                 | 245.067747(15)      | 10.5(1) h                    | (9/2-)        |                                                     |                                          |
| 246Pu             | 94                  | 152                 | 246.070205(16)      | 10.84(2) d                   | 0+            |                                                     |                                          |
| 247Pu             | 94                  | 153                 | 247.07407(32)#      | 2.27(23) d                   | 1/2+#         |                                                     |                                          |